# Cymosafia andraei
Cymosafia andraei är en fjärilsart som beskrevs av Köhler 1979. Cymosafia andraei ingår i släktet Cymosafia och familjen nattflyn. Inga underarter finns listade i Catalogue of Life.